# Otello (film 1951)
Otello (The Tragedy of Othello: The Moor of Venice) è un film del 1951 diretto da Orson Welles e tratto dall'omonimo dramma di William Shakespeare, vincitore del Grand Prix du Festival come miglior film al 5º Festival di Cannes. Presentato alla Mostra di Venezia 1951.

## Trama
Durante il periodo delle Repubbliche Marinare, Otello, detto il moro di Venezia, viene inviato dal doge a difendere la roccaforte di Cipro dai Turchi, dopo il suo matrimonio con la bella e nobile Desdemona. Avendo scelto Cassio come aiutante, Otello provoca invidia e gelosia nel perfido Iago, che comincia ad insinuare dubbi sulla fedeltà della moglie. Con un artificio, il subdolo Iago crea l'incidente del fazzoletto di Desdemona. A questo punto l'ingenuo Otello gli crede e folle di gelosia, soffoca la moglie con un cuscino. Ma la verità viene a galla e Iago smascherato e condannato a morte. Otello non resiste però al rimorso e si suicida.

## Produzione
- L'intera parte di Roderigo è doppiata da Welles stesso.[2]
- Le riprese durarono oltre tre anni a causa delle difficoltà economiche di Welles che, per completare finalmente il film, usò il compenso percepito grazie alla sua apparizione ne Il terzo uomo.[2]
- A causa del ritardo dei costumi, Welles decise di filmare la scena dell'omicidio in un bagno turco, affittando una gran quantità di lenzuola con cui vestire gli attori e le comparse.[2]
- Alcune riprese del film furono girate a Tuscania, in provincia di Viterbo.
- Prima dell'arrivo dell'attrice canadese Suzanne Cloutier, per la parte di Desdemona vennero contattate Lea Padovani (in quel periodo legata sentimentalmente al regista), che girò alcune scene, e Betsy Blair.

## Incassi
Incasso accertato a tutto il 31 dicembre 1952 6.000.000 lire.

## Riconoscimenti
- Festival di Cannes 1952
  - Grand Prix du Festival (ex aequo con Due soldi di speranza)